# Jochanan Bader
Jochanan Bader (hebrejsky: יוחנן בדר, žil 19. srpna 1901 Krakov – 16. června 1994 Ramat Gan) byl izraelský politik a poslanec Knesetu za strany Cherut, Gachal a Likud.

## Biografie
Narodil se v Krakově v tehdejším Rakousku-Uhersku (dnes Polsko). Vystudoval státní gymnázium a Jagellonskou univerzitu v Krakově, kde získal doktorát z práva. Pracoval pak jako advokát. V září 1939 uprchl na východ státu, do oblasti pod kontrolou Sovětského svazu. Byl zde zatčen a odsouzen k nuceným pracím v severním Rusku. Roku 1941 byl na základě sovětsko-polské dohody propuštěn, v srpnu 1942 se přidal k polské Armiji Krajowe, v prosinci 1943 dorazil do dnešního Izraele a zapojil se do židovských jednotek Irgun. Roku 1945 ho zatkly mandátní úřady a byl až do května 1948 vězněn v Latrunu.

## Politická dráha
V mládí byl aktivní v židovské levicové straně Bund a v sionistickém mládežnickém hnutí ha-Šomer ha-Ca'ir. Od roku 1925 se angažoval v revizionistických pravicových organizacích. Vydával polskojazyčný list Tribuna Narodna.
V dnešním Izraeli patřil roku 1948 mezi zakladatele strany Cherut a vydával stejnojmenné stranické periodikum. Patřil mezi stranické ekonomické experty. V izraelském parlamentu zasedl poprvé už po volbách v roce 1949, do nichž šel za Cherut. Pracoval v parlamentním výboru pro ústavu, právo a spravedlnost, výboru finančním, výboru pro přechodnou ústavu a výboru pro procedurální pravidla. Ve volbách v roce 1951 mandát obhájil za Cherut. Nastoupil do parlamentního výboru pro ústavu, právo a spravedlnost, výboru finančního, výboru pro zahraniční záležitosti a obranu a výboru překladatelského. Za Cherut byl opětovně zvolen ve volbách v roce 1955. Byl členem výboru pro ústavu, právo a spravedlnost, výboru House Committee a výboru finančního. Na kandidátce Cherut se do Knesetu dostal i ve volbách v roce 1959. Stal se členem výboru finančního, výboru pro zahraniční záležitosti a obranu a výboru House Committee. Zvolení se dočkal i ve volbách v roce 1961, opět za Cherut. Během volebního období ovšem přešel do nové formace Gachal. Stal se členem výboru pro zahraniční záležitosti a obranu a výboru finančního. Mandát obhájil za Gachal ve volbách v roce 1965. Působil jako člen finančního výboru parlamentu. Opět na kandidátce Gachal byl zvolen ve volbách v roce 1969, po nichž zastával post člena výboru pro ekonomické záležitosti, výboru finančního a výboru překladatelského. Dalšího prodloužení mandátu se dočkal ve volbách v roce 1973, tentokrát za novou pravicovou formaci Likud. Byl členem výboru finančního a předsedou výboru pro státní kontrolu.